# Shinji Takahira
Shinji Takahira (n. 18 iulie 1984, Asahikawa, Japonia) este un sprinter ce a reprezentat Japonia, medaliat olimpic. A participat la 3 ediții ale Jocurilor Olimpice (2004, 2008, 2012) în care a câștigat o medalie de argint în proba de 4x100 de metri.

## Palmares
| An   | Competiție                     | Locație                | Loc | Eveniment | Note    |
| ---- | ------------------------------ | ---------------------- | --- | --------- | ------- |
| 2002 | Campionatul Mondial de Juniori | Kingston, Jamaica      | 7   | 4×100 m   | 40,05   |
| 2002 | Campionatul Asiei de Juniori   | Bangkok, Thailanda     | 1   | 200 m     | 21,03   |
| 2002 | Campionatul Asiei de Juniori   | Bangkok, Thailanda     | 1   | 4×100 m   | 39,30   |
| 2003 | Universiada                    | Daegu, Coreea de Sud   | 1   | 4x100 m   | 39,45   |
| 2003 | Universiada                    | Daegu, Coreea de Sud   | 4   | 4x400 m   | 3:05,97 |
| 2004 | Jocurile Olimpice              | Atena, Grecia          | 40  | 200 m     | 21,05   |
| 2004 | Jocurile Olimpice              | Atena, Grecia          | 4   | 4x100 m   | 38,49   |
| 2005 | Campionatul Mondial            | Helsinki, Finlanda     | 33  | 200 m     | 21,03   |
| 2005 | Campionatul Mondial            | Helsinki, Finlanda     | 8   | 4x100 m   | 38,77   |
| 2005 | Universiada                    | İzmir, Turcia          | 2   | 200 m     | 20,93   |
| 2005 | Universiada                    | İzmir, Turcia          | 2   | 4x100 m   | 39,29   |
| 2005 | Universiada                    | İzmir, Turcia          | 2   | 4x400 m   | 3:03,20 |
| 2006 | Cupa Mondială                  | Atena, Grecia          | 3   | 4x100 m   | 38,51   |
| 2006 | Jocurile Asiatice              | Doha, Qatar            | 3   | 200 m     | 20,81   |
| 2006 | Jocurile Asiatice              | Doha, Qatar            | 2   | 4x100 m   | 39,21   |
| 2007 | Campionatul Mondial            | Osaka, Japonia         | 21  | 200 m     | 20,77   |
| 2007 | Campionatul Mondial            | Osaka, Japonia         | 5   | 4x100 m   | 38,03   |
| 2008 | Jocurile Olimpice              | Beijing, China         | 21  | 200 m     | 20,63   |
| 2008 | Jocurile Olimpice              | Beijing, China         | 2   | 4x100 m   | 38,15   |
| 2009 | Campionatul Mondial            | Berlin, Germania       | 17  | 200 m     | 20,69   |
| 2009 | Campionatul Mondial            | Berlin, Germania       | 4   | 4x100 m   | 38,30   |
| 2009 | Campionatul Asiei              | Guangzhou, China       | 2   | 100 m     | 10,32   |
| 2009 | Campionatul Asiei              | Guangzhou, China       | 1   | 4x100 m   | 39,01   |
| 2010 | Jocurile Asiatice              | Guangzhou, China       | 10  | 4x100 m   | 47,14   |
| 2011 | Campionatul Asiei              | Kobe, Japonia          | 1   | 4x100 m   | 39,18   |
| 2011 | Campionatul Mondial            | Daegu, Coreea de Sud   | 16  | 200 m     | 20,90   |
| 2011 | Campionatul Mondial            | Daegu, Coreea de Sud   | 9   | 4x100 m   | 38,66   |
| 2012 | Jocurile Olimpice              | Londra, Marea Britanie | 19  | 200 m     | 20,77   |
| 2012 | Jocurile Olimpice              | Londra, Marea Britanie | 5   | 4x100 m   | 38,35   |
| 2014 | Ștafetele Mondiale             | Nassau, Bahamas        | 9   | 4x200 m   | 1:23,87 |
| 2014 | Jocurile Asiatice              | Incheon, Coreea de Sud | 2   | 4x100 m   | 38,49   |
| 2014 | Jocurile Asiatice              | Incheon, Coreea de Sud | 1   | 4x400 m   | 3:01,88 |

1. 1 2  Sportivul a participat doar la calificări.

## Legături externe
- Materiale media legate de Shinji Takahira la Wikimedia Commons
- en Shinji Takahira la World Athletics
- en Shinji Takahira la Olympedia.org